# Hovseter Station
Hovseter Station (Hovseter stasjon) er en metrostation på Røabanen på T-banen i Oslo. Stationen ligger i nærheden af Persbråten videregående skole, Huseby barneskole og Huseby leir. Stationen blev åbnet 24. januar 1935. I midten af 1990’erne blev den ombygget til metrostandard og genåbnet 18. maj 1995.